# Tunnel Velbert-Langenberg
Der Tunnel Velbert-Langenberg (auch Tunnel Langenberg) ist ein Straßentunnel im Ortsteil Langenberg der Stadt Velbert. Er wurde 2002 eröffnet und besitzt eine Länge von 486 m. Die Nutzung mit Fahrrädern und Mofas ist nicht erlaubt.
Der Tunnel dient der Entlastung des Stadtteils und führt unter dem Berg Eickeshagen entlang. Die Nutzung des Tunnels ist gebührenfrei.

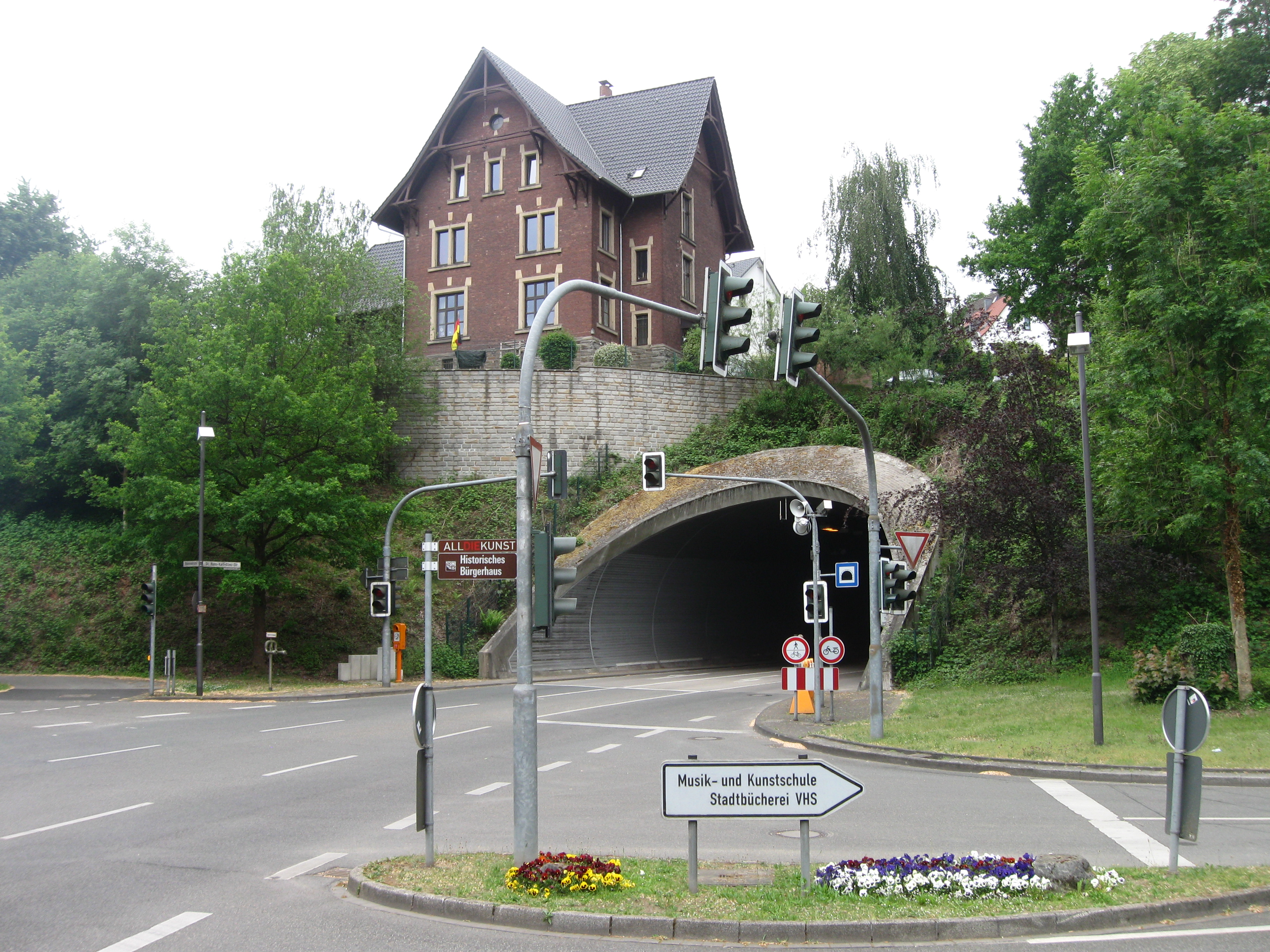
Osteinfahrt in den Tunnel Langenberg